# Weaver-Halbinsel
Die Weaver-Halbinsel ist eine kleine Halbinsel in der Maxwell Bay von King George Island im Archipel der Südlichen Shetlandinseln. Sie trennt den Collins Harbour von der Marian Cove und läuft im North Spit aus.
Das UK Antarctic Place-Names Committee benannte sie 1977 nach dem Geologen Stephen Donald Weaver (* 1947) von der University of Birmingham, der 1975 als Teil einer Mannschaft des British Antarctic Survey in diesem Gebiet tätig war.